# Окува (Наґано)

35°40′58″ пн. ш. 137°39′54″ сх. д. / 35.68278° пн. ш. 137.66500° сх. д.
О́кува (яп. 大桑村, おおくわむら, МФА: [oːkuwa muɾa]) — село в Японії, в повіті Кісо префектури Наґано. Станом на 1 квітня 2009 площа села становила 234,45 км². Станом на 1 липня 2011 населення села становило 4101 осіб.